# Jerome Jordan
Jerome Adolphus Jordan (Kingston, el 29 de setembre de 1986) és un jugador de bàsquet jamaicà que juga a la lliga ACB.

## Carrera esportiva
Va començar jugant amb la Universitat de Tulsa als Estats Units abans de fer el salt a Europa. L'any 2010 va debutar a la lliga sèrbia de bàsquet de la mà del Hemofarm Stada Vrsac, amb qui també va disputar la Lliga Adriàtica de bàsquet i l'EuroCup. La temporada següent fitxa pel Krka Novo Mesto de la lliga eslovena, equip on jugarà fins al mes de desembre, abans de tornar als Estats Units per jugar a l'NBA amb els New York Knicks. Amb l'equip eslovè es va proclamar campió de la Supercopa nacional. La temporada 2012-2013 passa per tres equips diferents: els Reno Bighorns i els Los Angeles D-Fenders, tots dos equips de la NBA Development League, i els Talk N Text Tropang Texters, de la lliga filipina. La temporada següent torna a Europa per jugar al Granarolo Bolonia. Al finalitzar la temporada, torna als Estats Units i realitza la pretemporada amb els New Orleans Pelicans, tot i que la temporada la jugaria als Jiangsu Tongxi de la lliga xinesa. En febrer de 2016 arriba a la Lliga Endesa per jugar al Baloncesto Sevilla. En el mes d'octubre del mateix any canvia de club i fitxa per un necessitat Club Joventut Badalona, amb el qual acabaria la temporada com a jugador amb millor valoració de l'equip de Diego Ocampo, amb una mitjana de 10,4 punt i 5,6 rebots per partit.
En el mes d'agost de 2018 fitxa pel Shanxi de la lliga xinesa per disputar els playoffs, i a finals del mes de setembre torna a l'ACB per jugar al Cafés Candelas Breogán, per substituir el lesionat Henk Norel. Un cop acabat el seu contracte temporal amb el Breogán, en el mes de desembre del mateix any, fitxa pel MoraBanc Andorra per substituir la baixa de Whittington.

### Selecció jamaicana
Amb la selecció jamaicana, Jordan va guanyar la medalla d'or al Caribebasket de l'any 2006 celebrat a Kingston. L'any 2012 va ser bronze al Campionat centre-americà celebrat a San Juan, Puerto Rico. L'any 2013 també va disputar amb la selecció del seu país el Campionat FIBA Amèriques a Caracas, Veneçuela.